# アラブ手話語族
アラブ手話語族は、アラブ中東に広がる手話の語族である。この地域の手話の一部しか比較されていないため、その話されている範囲はまだ不明である。 
関係する可能性のある各国の手話には、次のものがある:
- レバント・アラビア手話（英語版）
- イラク手話（英語版）
- イエメン手話（英語版）
- エジプト手話（英語版）
- リビア手話（英語版）
- クウェート手話（英語版）
- サウジアラビア手話（英語版）?
- カタール手話（英語版）?
- 首長国連邦手話（英語版）?
- オマーン手話（英語版）?

地域の他の言語は関連していないようである。モロッコ手話はアメリカ手話に由来し、チュニジア手話はイタリア手話に由来する。お互いに関係さえないスーダンの手話は数多く存在し、アル=サイード・ベドウィン手話やガルダイア手話のように、この地域には他にも多くのアラブの村落手話があり、これらはそれぞれの国の言語とは関係がない。